# 松山宮田郵便局
松山宮田郵便局（まつやまみやたゆうびんきょく）は、愛媛県松山市にある郵便局。民営化前の分類では無集配特定郵便局であった。

## 概要
住所：〒790-0066 愛媛県松山市宮田町8-5
日本郵政グループ松山ビル（旧日本郵政公社四国支社社屋、旧郵政省（郵政事業庁）四国郵政局庁舎）に設置されている。
入居する建物は民営化後、日本郵便株式会社が「日本郵政グループ松山ビル」として所有、当郵便局のほか日本郵便株式会社四国支社、ゆうちょ銀行四国エリア本部・愛媛地域センター、かんぽ生命保険松山支店、総務省四国総合通信局が入居している。

## 沿革
事実上の前身である「松山中央郵便局郵政局内分室」の沿革については松山中央郵便局#沿革を参照のこと
- 1989年（平成元年）7月3日 - 無集配特定郵便局である松山宮田郵便局として開局[1]。
- 2007年（平成19年）10月1日 - 民営化。
- 2012年（平成24年）10月1日 - 日本郵便株式会社発足。

## 取扱内容
- 郵便、印紙、ゆうパック、内容証明
- 貯金、為替、振替、振込、国債
- 生命保険、バイク自賠責保険
- ゆうちょ銀行ATM

## 周辺
- 松山城
- NHK松山放送局
- フジグラン松山
- キスケBOX

## アクセス
- JR予讃線 松山駅、伊予鉄道大手町線 松山駅前電停から徒歩約5分
- 伊予鉄バス 宮田町停留所下車
- 松山自動車道 松山ICから北西へ約6km
- 駐車場あり：4台